# Сефербеков, Абдулла
Сефербеков Абдулла (1909, Чувек, Дагестанская АССР — 5 марта 1943, у села Турбино, Смоленская область) — советский снайпер, участник Великой Отечественной войны, уничтожил 110 гитлеровцев, в том числе 17 за один день.

## Биография
Абдулла Сефербеков родился в 1904 году в с. Чувек, Хивского района. По национальности табасаран. Рано лишился отца. Когда создавался колхоз, был в числе его организаторов. Затем работал бригадиром. В первые же дни войны обратился с заявлением в военный комиссариат с просьбой отправить его в действующую армию.
В 1941 году в составе 5-й армии Западного фронта участвовал в обороне Москвы, сражался на историческом Бородинском поле. Вскоре младший лейтенант А. Сефербеков был назначен командиром стрелкового взвода 1160 стрелкового полка 352 стрелковой дивизии. В марте 1942 г. он был ранен, спустя месяц вернулся в родной полк, который вел бои с фашистами. О боевых делах снайпера А. Сефербекова рассказывали армейская газета «Уничтожим врага» и «Дагестанская правда».
Узнав о подвигах снайпера Сефербекова, писатель Илья Эренбург написал ему письмо, которое было опубликовано в газете «Красноармейская правда» за 18 ноября 1942 года. В письме говорилось:
Табасаранец Абдул Сефербеков убил 96 немцев. Он как то сказал своему боевому товарищу Петру Осипову: «Болит душа, Петр. За родные горы, лезут к ним проклятые немцы».
В суровые дни 1943 года табасаранский поэт Манаф Шамхалов от имени своего народа обратился со стихами к героическому сыну Табасарана снайперу Абдулле Сефербекову:
Мой друг, наш сын, спасибо тебе, герою, Гордостью полны наши сердца. Достойным ты сыном представлен в ратном строю, Поднявший цену родному народу.
Подвиги снайпера А. Сеферекова были запечатлены в фотоснимках и описаны в армейской газете «Уничтожим врага» фронтовым корреспондентом Василием Аркашевым. В послевоенные годы им была создана фотовыставка, повествующая о ратных делах отважного снайпера. Эта выставка, экспонировавшаяся во многих городах СССР, была подарена в 1980 г. его детям — сыновьям Тагиру, Ибрагиму и дочери Гюльджихан.
В своей книге «Мы встречались в бою» (Минск, 1974) В. Аркашев описывает обстоятельства их первой встречи на передовой. На вопрос В. Аркашева о количестве убитых снайпером Сефербековым вражеских солдат и офицеров на 10 января 1943 г., Абдулла ответил: «Мало. Очень мало. Только 100 фашистов. А убить хочу всех, которые пришли на советскую землю».
Член ВКП(б) с декабря 1941 года.

## Смерть
Погиб 5 марта 1943 г. у деревни Турбино Гжатского района Смоленской области. Обстоятельства его гибели известны из воспоминаний В. Аркашева:
На возвышенности укрепились фашисты, обстреливая подступы к деревне из орудий, минометов, пулеметов. Взводу снайперов младшего лейтенанта А. Сефербекова командир полка дал задание подавить огневые точки. Командир взвода 5 марта 1943 г. в пять часов утра шел в штаб полка доложить о выполнении боевого задания. Приложив руку к шапке, сказал первые слова, и тут раздался взрыв. Из всех офицеров, находившихся в доме, в живых остался помощник начальника штаба. Его взрывом вместе с сейфом выбросило в окно.
Похоронен в деревне Турбино; в послевоенное время перезахоронен на братском кладбище Гжатска.

## Награды
В январе 1943 г. награждён орденом Красного Знамени и орденом Красного Знамени Монгольской Народной Республики, а также знаком «Отличный снайпер».

## Память
Бюро Дагестанского обкома ВКП(б) в апреле 1943 г. приняло постановление о популяризации героических подвигов Героев Советского Союза М. Гаджиева и В. Эмирова, X. Нурадилова, С. Алиева, отважных воинов А. Сефербекова, Р. Пашаевой, Мардахаева и др.
Его имя высечено на плите братского кладбища в г. Гагарине.
Одна из улиц города носит имя Сефербекова.
Коллектив преподавателей и учащихся Ашковской средней школы неподалеку от деревни Турбино ходатайствовал о присвоении школе имени А. Сефербекова.
Пионерская дружина Ашковской средней школы в советское время носила его имя.
Постановлением Совета Министров Республики Дагестан в 1994 г. Чувекской средней школе Хивского района было присвоено имя Абдуллы Сефербекова.